# Avenged Sevenfold
Avenged Sevenfold (tudi A7X) je ameriška glasbena skupina, o katere žanru bi se bilo težko opredeliti zaradi najrazličnejših glasbenih zvrsti, s katerimi se ukvarjajo – tako zajemajo zvrsti od metalcore (Sounding the Seventh Trumpet), pa vse do hard rocka, ki rahlo prehaja v heavy metal (Diamonds in the Rough). Njihov znak se imenuje Deathbat – lobanja z netopirjevimi krili.

## Biografija
Ko so bodoči člani leta 1999 ustvarili glasbeno skupino, so še obiskovali srednjo šolo v Huntington Beachu, Kalifornija. Ni trajalo dolgo, da so s svojo agresivno mešanico metala in punka napravili vtis. Skupina je tako julija 2001 uradno objavila svoj prvi album, Sounding the Seventh Trumpet pri založbi Good Life Recordings. Leta 2003 sledeč album Waking the Fallen je bil izdan pri založbi Hopeless Records, kar je porodilo zanimanje zanje pri Warner Bros. Records, ki so leta 2005 objavili njihov tretji album, City of Evil. Ta album je dosegel trideseto mesto na Billboard 200, single Bat Country pa se je nahajal okoli Top Ten. Spremljajoč spot se je zelo pogosto vrtel na MTV-ju in Fuse-u, kar je še dodatno pripomoglo k njihovemu rastočemu profilu. Posledično je skupina osvojila nagrado Best New Artist na 2006 MTV Video Music Awards.
Medtem ko je povpraševanje za njimi naraščalo, so Avenged Sevenfold preklicali turneje v jeseni 2006 in zbežali v Houston, TX, kjer so se začeli ukvarjati z izdelavo novega, četrtega albuma. Njihov self-titled album je bil izdan oktobra 2007 in je zasedel četrto mesto na Billboard's Top 200, Almost Easy, single iz tega albuma, pa se je neprestano ponavljal po radijih. Zelo dobro se je album obnesel tudi v Angliji, kjer so se kar tri skladbe prebile v Top Five U.K. rock chartsov. A7X so priljubljenost albuma pomagali zvišati s tem, ko so se udeležili turneje po Severni Ameriki, Taste of Chaos tour. Leta 2008 izdan CD/DVD, Live in the LBC & Diamonds in the Rough, paket je prikazoval skupino med nastopom v Long Beachu.

## Člani in zasedba
- M. (Matt) Shadows – vokal (1999- sedanjost)
- Synyster Gates – kitara, back-vokal (2001-sedanjost)
- Zacky Vengeance – kitara, back-vokal (1999. sedanjost)
- Johnny Christ – bas kitara (2003_sedanjost)
- »The Rev« ali Jimmy The Reverend, roj. James Owen Sullivan – bobni, v nekaterih pesmih delno glavni vokal (screamer), back-vokal, klavir, orgle; umrl 28.12.2009 (1999-2009)
- Brooks Wackerman - bobni (2015- sedanjost)

## Albumi
- Sounding the Seventh Trumpet (2001)
- Waking the Fallen (2003)
- City of Evil (2005)
- Avenged Sevenfold (2007)
- Nightmare (2010)
- Hail To The King (2013)
- The Stage (2016)
- Life Is But a Dream... (2023)